# Dansk Søredningsselskab

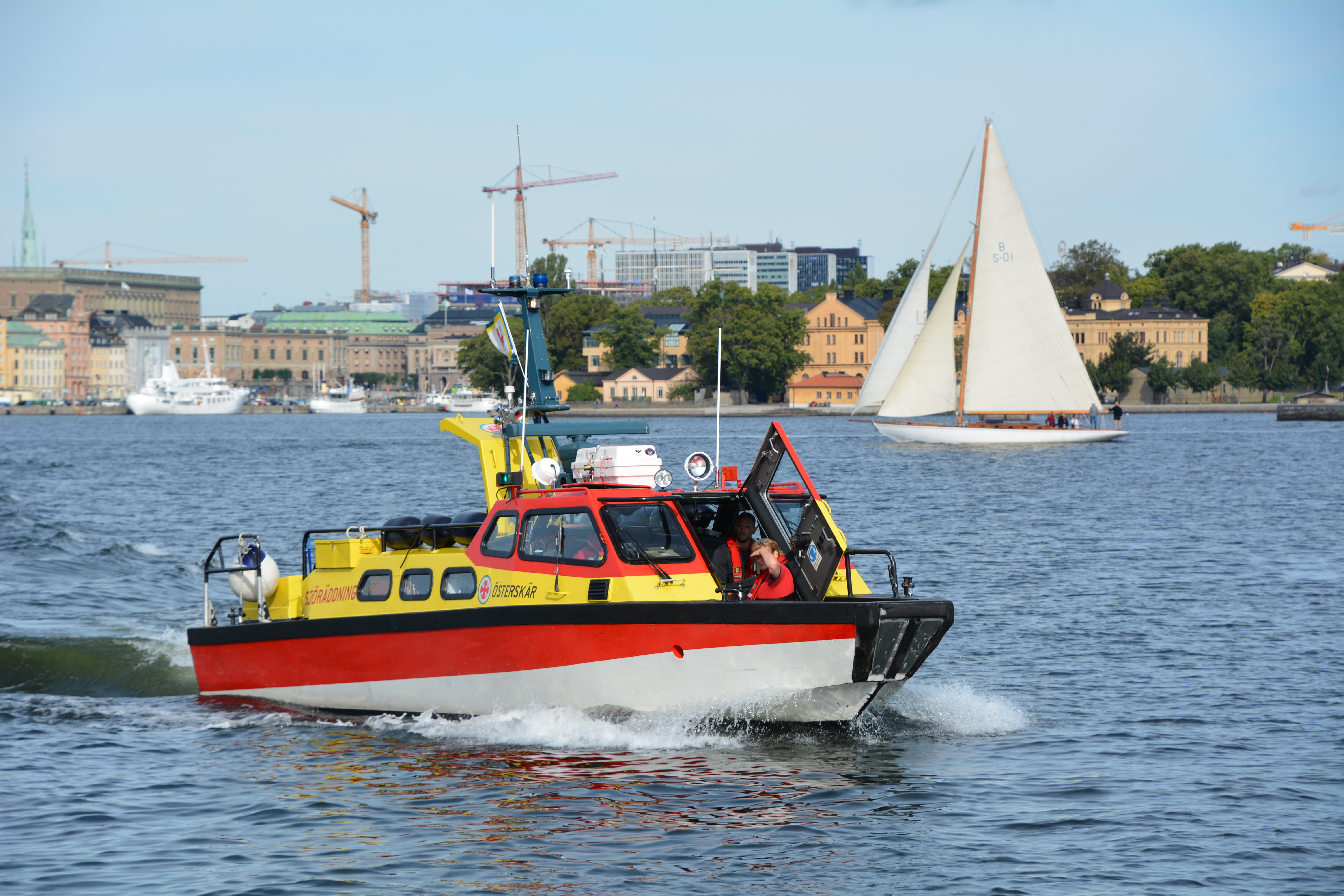
Rescue Österskär, systerbåt till Rescue Juelminde i Juelsminde

Dansk Søredningsselskab är en dansk ideell organisation, som grundades 2004 och som bedriver sjöräddning med 320 frivilliga på 13 räddningsstationer i danska farvatten. 
Dansk Søredningsselskab disponerar omkring 18 räddningsfarkoster. Flertalet räddningsbåtar är öppna båtar, många av rib- eller rbb-båtstyp, men det finns även tre tidigare svenska täckta fartyg av Eskortenklass och en av typ Stridsbåt 90E. 
År 2020 fick räddningsstation Lynæs i Hundested en Swede Ship Marine 8-meters vattenjetbåt av den svenska standardtypen Gunnel Larssonklass.
Dansk Søredningsselskab har sedan 2018 inrättat fyra nya stationer och har som inriktning att till 2025 inrätta ytterligare två räddningsstationer.

## Räddningsstationer
- DSRS Helsingør, Nordhavnsvej 6, Helsingør
- DSRS Bregnør, Havnevejen 200, Kerteminde
- DSRS Kerteminde, Marinavej 4, Kerteminde
- DSRS Lynæs, Lynæs Havnevej 3A, Hundested
- DSRS Rudkøbing, Havnepladsen 39, Rudkøbing
- DSRS København, Refshalevej 200, Köpenhamn
- DSRS Årø havn, Haderslev
- DSRS Vordingborg, Sydhavnsvej 50, Vordingborg
- DSRS Køge, Bådehavnen 20, Køge
- DSRS Juelsminde, Havnen 6, Juelsminde (öppnad 2018)
- DSRS Løgstør, Kanalvejen 4, Løgstør (öppnad 2019)
- DSRS Assens, Næsvej 25, Assens (öppnad 2021)
- DSRS Faaborg, Faaborg havn, Faaborg (planerad öppning 2022)